# Lasius schiefferdeckeri
Lasius schiefferdeckeri (лат.) — ископаемый вид муравьёв из рода Lasius (подсемейство Formicinae).
Один из самых массовых ископаемых муравьёв в позднеэоценовых европейских янтарях (около 40 млн лет), где его доля составляет 15—24 % от всех других муравьёв, в том числе по разным видам янтаря: балтийский янтарь 15,2—19,5 %, биттерфельдский — 24,5 %, ровенский — 23,8 % и скандинавский — 23,6 %. Длина тела рабочих муравьёв 2,5—4,2 мм, самок — 4—6 мм, самцов — 2,5—3,5 мм. Учитывая типы его захоронения, его гнёзда, предположительно располагались на деревьях и муравьи делали дороги к колониям с тлями. Из современных видов к нему наиболее близки Lasius alienus Förster и L. sitkaensis Pergande.